# Maagdelijkheidstest
Een maagdelijkheidstest is een test waarbij onderzocht wordt of een vrouw haar maagdelijkheid nog heeft. Vrouwen en meisjes worden hieraan soms onderworpen in die gevallen waarvoor het noodzakelijk wordt gevonden maagd te zijn. Een test kan gevraagd worden in opdracht van familie, onderwijsinstellingen, werkgevers of (toekomstige) schoonfamilie. De tests zijn gebaseerd op de aanname dat het simpel kan worden aangetoond door een arts of zelfs door een niet-medisch geschoold persoon. Maagdelijkheid kan men medisch echter niet achterhalen, tenzij er sprake is geweest van een gewelddadige verkrachting die zichtbaar letsel heeft achtergelaten. Uiteraard is ook bij een bewezen (doorgemaakte) zwangerschap ook vast te stellen dat een vrouw geen maagd meer is.
Er worden twee soorten tests toegepast: de tweevingertest en de test op ongeschonden maagdenvlies. Verder zijn er ook mannen en familieleden die de toekomstige bruid 'screenen', eventueel met behulp van een privé-detective. Deze kan onderzoek plegen naar eventuele relaties in het verleden of een bezoek brengen aan een kliniek voor een maagdenvlieshersteloperatie.

## Maagdenvliestest
Bij de maagdenvliestest wordt getest op de aanwezigheid van een ongeschonden maagdenvlies (hymen). De betrouwbaarheid is nihil. Een maagdenvlies kan afwezig zijn of reeds ingescheurd door niet-seksuele activiteiten. Omgekeerd kan een maagdenvlies nog intact zijn na seksuele activiteit.

## Tweevingertest

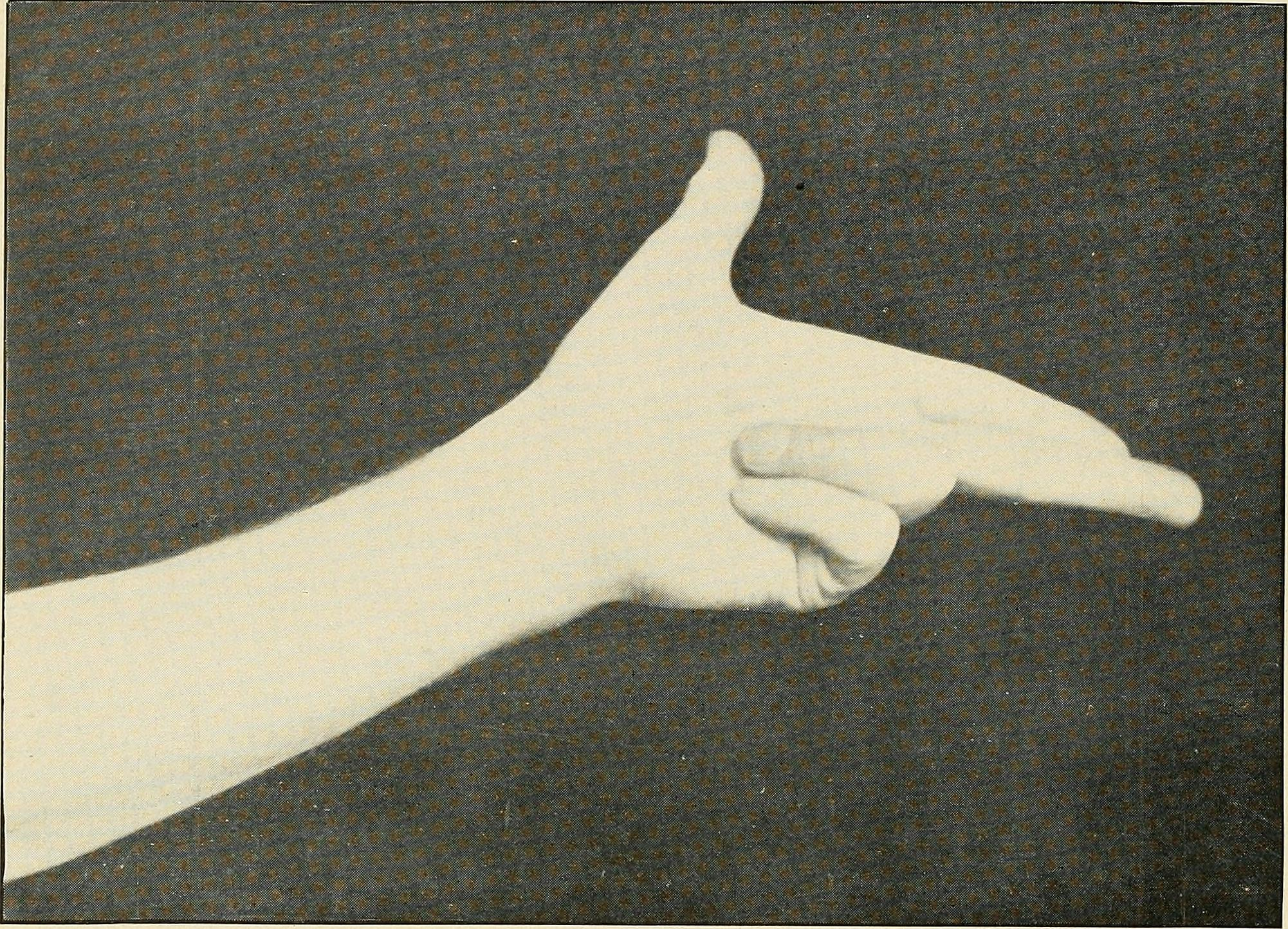
Correcte positie voor onderzoek met twee vingers voor gynaecologisch onderzoek uit een medisch handboek uit 1905.

Bij een tweevingertest wordt de strakheid van de vagina getest door te kijken of een of twee vingers in de vagina kunnen worden gestoken. Er wordt verondersteld dat bij een maagd een vinger insteken wel lukt maar twee vingers of meer niet meer. Wanneer dit wel het geval is wordt aangenomen dat de vrouw dus geen maagd meer is. 
Deze strakheid van een vagina is geen betrouwbare indicator, daar sommige vrouwen nu eenmaal kleinere en strakkere vagina's hebben dan andere. Vagina's zijn elastisch en kunnen zelfs na een geboorte weer even strak worden als bij de eerste gemeenschap. Bovendien kunnen ook hier niet-seksuele activiteiten zoals sport de rekbaarheid van de vagina vergroten.

## Lichamelijke integriteit
Ondanks de onbetrouwbaarheid geven sommige artsen in islamitische landen tegen beter weten in certificaten van maagdelijkheid af, waarschijnlijk enerzijds om de meisjes te beschermen en anderzijds omdat ze ervoor betaald krijgen.
Maagdelijkheidstesten gelden als zeer controversieel en onethisch. Vrouwen en meisjes ondergaan deze testen vaak tegen hun wil en onder zware sociale druk, en zien dit als vernederend. De praktijk is in strijd met het principe van privacy en lichamelijke integriteit. Bovendien wordt het feit dat slechts vrouwen en niet mannen hieraan worden onderworpen gezien als hypocriet.
De Britse regering liet immigrerende vrouwen een maagdelijkheidstest ondergaan in de veronderstelling dat de verklaringen van maagden betrouwbaarder waren. In 1979 publiceerde de Guardian hierover waarop de regering gezichtsverlies leed en dit beleid afschafte.

## Maagdelijkheidsherstel
Maagdelijkheidsherstel omvat alles waarmee een vrouw of meisje bewijs van maagdelijkheid fabriceert terwijl ze dit niet meer is. Omdat in veel gevallen maagdelijkheid wordt aangenomen op controversiële argumenten, is het mogelijk dat een vrouw ten onrechte als niet-maagd wordt bestempeld en moet ze 'bewijs' fabriceren. Dit kan onder andere door:
- Chirurgische operaties die het maagdenvlies herstellen of de vagina strakker maken.
- Het meenemen van een flesje bloed op de huwelijksnacht dat over het laken wordt gegoten tijdens de gemeenschap.